# Deroplatys sarawaca
Deroplatys sarawaca är en bönsyrseart som beskrevs av John Obadiah Westwood 1889. Deroplatys sarawaca ingår i släktet Deroplatys och familjen Mantidae. Inga underarter finns listade i Catalogue of Life.